# 植松京
植松 京（うえまつ みやこ、植松 京一、うえまつ きょういち、 1870年11月10日〈明治3年10月17日〉 - 1922年（大正11年）4月）は、明治から大正期の実業家。三菱造船常務取締役、三菱商事取締役、三菱海上火災保険（現・東京海上日動火災保険）取締役。

## 人物・経歴
1870年11月10日（明治3年10月17日）、植松有經（有経）の長男として東京府で生まれる。
実業を志し、立教学校（現・立教大学）に入学し英学を修めて、その後、米国に留学。
帰国後、三菱合資会社に入社し、同造船部副部長を務めたほか、同鉱業部副長も務めた。
明治期において、三菱の幹部として九州鉄道の株式を多く所有した。
1917年（大正6年）に、三菱造船常務取締役に就任。
そのほか、三菱商事取締役、三菱海上火災保険（現・東京海上日動火災保険）取締役も務めた。

## 親族
- 弟・植松健[8] - 植松有經の四男、湯淺木材専務取締役、小樽木材倉庫取締役
- 妻・ヲモト - 広島、吉田弘蔵の長女
- 娘・道子
- 養子・植松信造　- 旧名：松平信造、松平正存の子